# Frédéric Petit (arquero)
Charles-Frédéric Petit (Carnières, 6 de mayo de 1857-Caudry, 19 de febrero de 1947) fue un deportista francés que compitió en tiro con arco, en la modalidad de arco recurvo. Participó en los Juegos Olímpicos de París 1900, obteniendo dos medallas de bronce, en las pruebas au cordon doré 33 m y au chapelet 33 m.

## Palmarés internacional
| Juegos Olímpicos | Juegos Olímpicos | Juegos Olímpicos  | Juegos Olímpicos    |
| Año              | Lugar            | Medalla           | Prueba              |
| ---------------- | ---------------- | ----------------- | ------------------- |
| 1900             | París (Francia)  | Medalla de bronce | Au cordon doré 33 m |
| 1900             | París (Francia)  | Medalla de bronce | Au chapelet 33 m    |